# Kostas Manolas
Konstantinos "Kostas" Manolas (Græsk: Κωνσταντίνος "Κώστας" Μανωλάς, født 14. juni 1991 på Naxos, Grækenland) er en græsk fodboldspiller (midterforsvarer), der spiller for Salernitana i den italienske Serie A.
Manolas står (pr. april 2018) noteret for 34 kampe for Grækenlands landshold, som han debuterede for 6. februar 2013 i en venskabskamp mod Schweiz. Han repræsenterede sit land ved VM i 2014 i Brasilien.